# Triều Tiên học

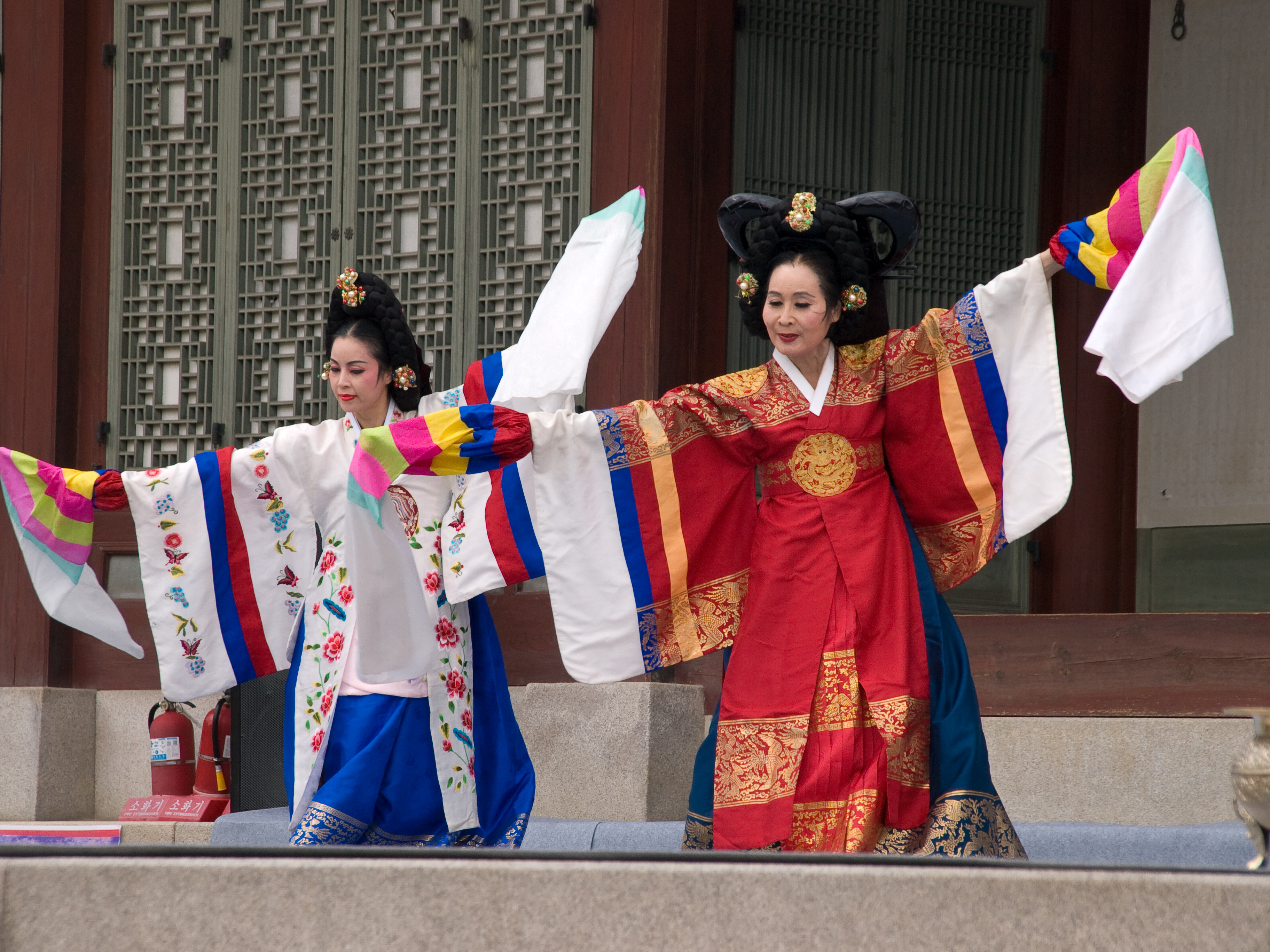
Triều Tiên học

Triều Tiên học hay Hàn Quốc học (Hangul: 한국학, tiếng Anh: Korean studies) là một chuyên ngành học thuật tập trung nghiên cứu khu vực bán đảo Triều Tiên (bao gồm Đại Hàn Dân Quốc, Cộng hòa Dân chủ Nhân dân Triều Tiên cùng cộng đồng người gốc Hàn-Triều trên khắp thế giới), thường được giảng dạy ở cấp bậc Đại học và sau Đại học. Các lĩnh vực nghiên cứu của ngành này bao gồm lịch sử, văn hóa, chính trị, kinh tế, quan hệ ngoại giao,... của Hàn Quốc và Bắc Triều Tiên. Triều Tiên học là một bộ phận của Đông Á học bên cạnh Nhật Bản học và Trung Quốc học.

## Lịch sử
Khái niệm "Triều Tiên học" được sử dụng sớm nhất vào những năm 40 của thế kỷ trước, tuy nhiên mức độ phổ biến chưa được rộng rãi cho đến khi Đại Hàn Dân Quốc có những bước phát triển về kinh tế vào giai đoạn giữa thế kỷ 20, đầu thế kỷ 21. Năm 1991, chính phủ Hàn Quốc thành lập Quỹ Hàn Quốc để hỗ trợ thúc đẩy phát triển và quảng bá văn hóa Hàn Quốc ra toàn cầu.

## Các trung tâm Hàn Quốc học danh tiếng bên ngoài bán đảo Triều Tiên
- Beijing Foreign Studies University – School of Asian and African Studies
- Freie Universität Berlin – Institute of Korean Studies
- George Washington University – GW Institute for Korean Studies (GWIKS)
- Institute of Oriental Studies of the Russian Academy of Sciences – Department of Korean and Mongolian Studies
- University of British Columbia – Centre for Korean Studies
- University of California, Berkeley – Center for Korean Studies
- University of California, Los Angeles – Center for Korean Studies
- Le Centre de Recherches sur la Corée (CRC ou Centre Corée) de l'EHESS
- University of Chicago – Center for East Asian Studies
- Columbia University – Center for Korean Research
- Harvard University – Korea Institute
- University of Hawaii – Center for Korean Studies
- Indiana University – East Asian Studies CenterInstitute for Korean Studies
- Indiana University Bloomington – Center for Korean Studies
- University of Leeds – Korea Research Hub, UK, Leeds
- Katholieke Universiteit Leuven (University of Leuven, KU Leuven) – Center for Korean Studies
- University of London School of Oriental and African Studies – Centre of Korean Studies
- Far Eastern Federal University – Oriental Institute - School of Regional and International Studies
- Novosibirsk State Technical University – Faculty of Humanities - International Affairs and Regional Studies
- University of Michigan – Nam Center for Korean Studies
- National Museum of Ethnology (Japan)
- Ohio State University
- University of Pennsylvania – James Joo-Jin Kim Program in Korean Studies
- University of Sheffield – School of East Asian Studies
- Tenri University – Department of Foreign Languages
- Tufts University, The Fletcher School of Law and Diplomacy – Chair of Korean Studies
- University of Tokyo – Department of Korean Studies
- University of Toronto – Centre for the Study of Korea
- Vrije Universiteit Brussel, Institute for European Studies – KF-VUB Korea Chair
- University of Washington – Korea Studies Program, East Asia Studies, Henry M. Jackson School of International Studies
- Yale University – East Rock Institute

## Các chương trình Hàn Quốc học danh tiếng thuộc bán đảo Triều Tiên
- Academy of Korean Studies – this is only a graduate school with no undergraduate program
- Dong-A University – Graduate School of International Studies
- Ewha Womans University B.A. degree program (Scranton College, Division of International Studies, Department of Korean Studies) and M.A. degree program (Graduate School of International Studies, Department of Korean Studies)
- Hankuk University of Foreign Studies – Undergraduate program and Graduate program
- Hanyang University – Graduate School of International Studies
- Korea University – Graduate School of International Studies
- Pusan National University – Graduate School of International Studies
- Sangmyung University – The Graduate School, Division of Humanities and Social sciences, Department of Korean Studies
- Seoul National University – Graduate School of International Studies
- Sogang University – Global Korean Studies B.A. degree program part of the School of Integrated Knowledge
- Yonsei University – Graduate School of International Studies

## Các tạp chí chuyên ngành
- The Journal of Korean Studies (JKS) University of Washington, Seattle.
- Korean Studies (KS) University of Hawaii.
- Korea Journal Korean National Commission for UNESCO, Seoul, South Korea.
- Acta Koreana Keimyung University, Daegu.
- Chosen Gakuho: Journal of the Academic Association of Koreanology in Japan Tenri University.
- Korean Culture and Society Association for the Study of Korean Culture and Society.

## Các tổ chức Triều Tiên học ở nước ngoài
- The Association for Korean Studies in Europe (AKSE)
- British Association for Korean Studies (BAKS)
- Academic Association of Koreanology in Japan
- Association for the Study of Korean Culture and Society (Japan)

## Một số học giả nổi tiếng
- Các học giả đầu tiên: James Scarth Gale, William E. Skillend and Richard Rutt.
- Nhạc, vũ và biểu diễn: Lee Hye-ku, Song Bangsong, Keith Howard, Hwang Byungki, Lee Duhyon, and Lee Byongwon.
- Văn hóa dân gian, dân tộc và xã hội học: Roger Janelli, Shin Gi-wook, Nancy Abelmann, Laurel Kendall, Mutsuhiko Shima, Choi Chungmoo and Shimpei Cole Ota.
- Tôn giáo: Robert Buswell Jr. (for Buddhism), Michael Kalton (for Confucianism), Donald Clark and Donald Baker (both historians with publications related to Christianity) and James Huntley Grayson
- Lịch sử: Bruce Cumings, Martina Deuchler, James Palais, Carter Eckert, Roger Tennant, Lew Young Ick, John Duncan, Michael Robinson, JaHyun Kim Haboush, Charles K. Armstrong, Lee Kibaek, Edward W. Wagner, Sung-Yoon Lee, and others.
- Khảo cổ: Gina Barnes and Bae Kidong.
- Văn học: David McCann, Peter H. Lee, Yang Hi Choe-Wall, Kyeong-Hee Choi, and Brother Anthony of Taize,.
- CHDCND Triều Tiên: Andrei Lankov, Charles Armstrong,
- Quan hệ quốc tế: Sung-Yoon Lee